# Pórtico de Filipo
El Pórtico de Filipo (en italiano: Portico di Filippo, en latín: Porticus Philippi) es un conjunto de antiguos monumentos romanos situado en el Campo de Marte  de Roma, al norte de la explanada del Circo Flaminio. Además del quadriporticus, el monumento incluye un templo dedicado a Hércules y a las Musas (Aedes Herculis Musarum o Herculis et Musarum). Hoy en día no quedan restos visibles, solo algunos bloques de los cimientos, por debajo del nivel actual del suelo, y algunos fragmentos de la decoración arquitectónica del pórtico esparcidos por los edificios modernos vecinos.

## Ubicación
El pórtico y el templo están representados en un fragmento de la Forma Urbis] y se mencionan en los Catálogos regionarios de la  Regio IX Circus Flaminius.. Se encuentran en la parte sur del Campo de Marte, a lo largo del borde norte del Circo Flaminio, al noroeste del Pórtico de Octavia con el que son adyacentes.

## Historia

### Antigüedad

#### La construcción de Marco Fulvio Nobilior
El templo fue construido por Marco Fulvio Nobilior tras sus victorias sobre la Liga Etolia en Etolia y en la isla de Cefalonia y tras la toma de Ambracia en 189 a. C. Probablemente, la construcción no comenzó hasta después de la celebración de su triunfo en187 a. C., como atestigua una inscripción colocada en la base de peperino de una de las estatuas del templo hallada bajo el monasterio de Sant'Ambrogio delle Massima: M. Folvius M.f. Ser.n. Nobilior cos. Ambracia coepit.  El triunfo se celebró antes de lo previsto, el 23 de diciembre en lugar de enero del año siguiente, para evitar un enfrentamiento entre Nobilior y su enemigo político Marco Emilio Lépido, que acababa de regresar de su campaña contra los ligures y había intentado oponerse a la concesión de este honor a Nobilior a través del tribuno de la plebe Marco Aburio.
La inauguración del templo tuvo lugar entre 185 y 180 a. C.. Las obras del templo se terminaron probablemente antes de que Nobilior se convirtiera en censor en 179 a. C., sin embargo Eumenio afirma que Nobilior financió las obras como censor (ex pecunia censoria fecit).  No se sabe con certeza por qué Nobilior decidió erigir en Roma un templo dedicado a las musas. Según Eumenio, que escribió más de cuatro siglos después, Nobilior pudo verse influido durante su campaña en Grecia, cuando se enteró de que Hércules, al igual que Apolo, llevaba el epíteto «musageta», que significa «que conduce a las Musas». Sin embargo, el culto romano dedicado a Hercules Musarum parece remontarse al menos cuarenta años y se cree que fue inventado por un tresvir monetalis como Quinto Pomponio Musa o Lucio Calpurnio Pisón Frugi.. Este culto sustituyó al de las Musas solas durante la reconstrucción emprendida bajo Augusto. Parece más probable que Nobilior estuviera influido, por un lado, por su amigo y poeta Ennio que le acompañó a Etolia y, por otro, por su deseo de construir un templo en Roma para albergar un grupo estatuario que representara a las nueve Musas y que formaba parte del botín tomado de Ambracia, y que hizo su entrada en Roma en 187 durante el triunfo de Nobilior. Por tanto, Nobilior no habría incluido originalmente el culto a Hércules en su templo, que estaba dedicado únicamente a las Musas, como sugiere Cicerón que no menciona a Hércules al referirse al templo de Nobilior (manubias Musis consacrare)
Hizo colocar en el santuario una copia de los Fasti adornada con notas explicativas escritas o dictadas por el propio Nobilior. Se trata del primer ejemplo de este tipo de documento en Roma. Poco después de su construcción, el templo de las Musas se convirtió en la sede y lugar de reunión del gremio de poetas de Roma, el collegium poetarum,  establecido por la misma época.

#### La reconstrucción de Lucio Marcio Filipo
Existe cierta confusión sobre quién encargó la reconstrucción del templo. Algunos lo identifican con Lucio Marcio Filipo, cónsul en 56 a. C., segundo marido de Atia y suegro de Augusto, mientras que otros lo identifican con Lucio Marcio Filipo, cónsul sufecto en 38 a. C. e hijo del anterior. Este último habría comenzado la obra en 29 a. C., pocos años después de su triunfo celebrado en 34 o |33 a. C., financiado «ex manubiis» con el botín traído de Hispania. Mandó construir un pórtico alrededor del templo, que fue restaurado al mismo tiempo.. El templo fue rededicado, su dies natalis se fijó en el 30 de junio.
La construcción de este pórtico formaba parte de la reorganización por Augusto de la zona del Circo Flaminio. El templo de las Musas fue construido poco después de la toma de Ambracia en Grecia, una ciudad no muy lejana de Accio, proximidad que Augusto aprovechó sin duda para reapropiarse del simbolismo del monumento e integrarlo en un complejo dinástico más amplio que incluía el pórtico de Octavio el pórtico de Octavia, el templo de Apolo Sosiano y el teatro de Marcelo. Cuando Augusto, a través de Filipo, emprendió la renovación del templo y la construcción del pórtico, estrechó también sus lazos con el «collegium poetarum», demostrando que concedía gran importancia a las artes literarias en su política.

### Renacimiento
El emplazamiento del pórtico fue ocupado durante el Renacimiento por el monasterio de Sant'Ambrogio della Massima, construido en 1568. El epíteto della Massima podría derivar de la proximidad del Porticus Maxima, todavía identificable en la Edad Media. Es posible que cuando se construyó el monasterio, el pórtico de Filipo estuviera aún parcialmente intacto, lo que explicaría que muchos elementos arquitectónicos de época augustea fueran reutilizados y se encontraran dispersos por los diversos edificios más modernos de la zona.

## Descripción

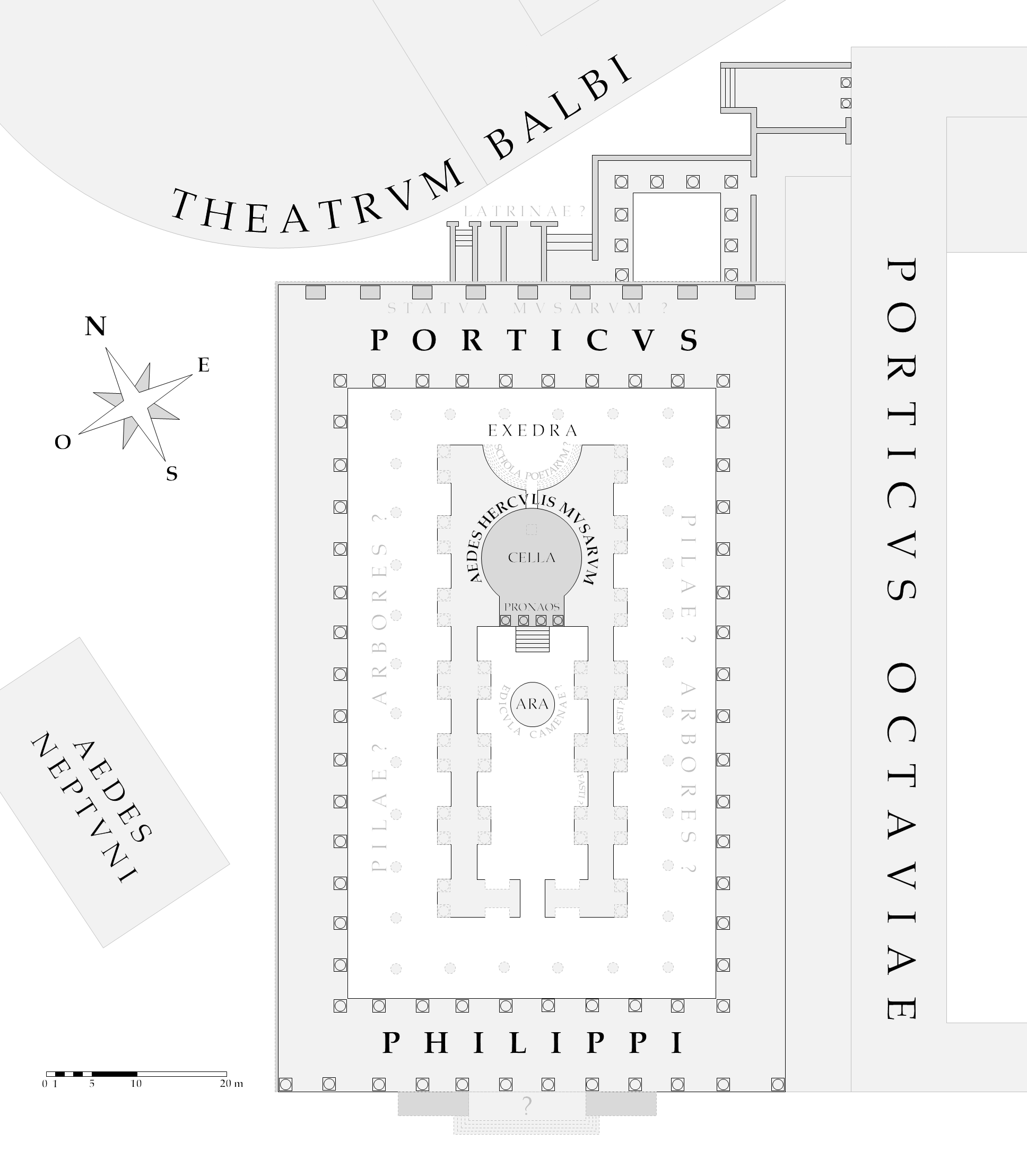
Plano del pórtico tras la reconstrucción de Lucio Marcio Filipo.

### Templo de las Musas de Nobilior
El templo construido por Marco Fulvio Nobilior no parece haber tenido una importancia arquitectónica considerable y debió de ser de dimensiones modestas. No se menciona ningún pórtico, por lo que es probable que solo se añadiera después de la reconstrucción de Filipo.
Nobilior decoró su templo con estatuas traídas de Ambracia, entre ellas un grupo que representaba a las nueve Musas. También hizo trasladar de su emplazamiento original, que databa del reinado de Numa Pompilio, un altar de bronce dedicado a las Camenas (Camenae), náyades semejantes a las musas griegas. Este altar o edículo se construyó originalmente en el emplazamiento de un manantial reputado de excelente calidad y cuya agua era utilizada diariamente por las vestales. Tras ser alcanzado por un rayo a principios del siglo III a. C., el altar fue trasladado al Templo del Honor y la Virtud (Aedes Honos et Virtus) cerca de la Puerta Capena. Fue de este templo de donde lo sacó Nobilior para colocarlo en el Campo de Marte, a lo largo del Circo Flaminio, una zona que había cobrado importancia donde se celebraban algunas de las procesiones triunfales y los Juegos Plebeyos.
Las estatuas de las Musas y Hércules están representadas en una serie de denarios acuñada por Quinto Pomponio Musa hacia 64 a. C. Todas las monedas de esta serie siguen el mismo modelo, con un perfil laureado de Apolo, con el pelo peinado hacia atrás en la nuca, en el anverso, y una de las nueve musas representadas de cuerpo entero, cada una con un atributo identificativo específico. Su detallada representación parece indicar que el artista se basó en esculturas, tal vez el grupo estatuario del Templo de las Musas. Sin embargo, en esta época había un segundo grupo de musas expuesto delante del templo de la Felicidad (Felicitas) en el Velabrum,, una escultura de bronce ejecutada por Praxíteles. En un décimo modelo de denario aparece la representación de Hércules guiando a las musas (Hercules Musarum), tocando la lira y envuelto en su piel de león.

### El complejo de Augusto

#### El Templo de Hércules y las Musas
El templo se levanta sobre un gran podio orientado en un eje noreste-suroeste, de 48 m de largo, 21 m de ancho y 3,5 m de alto. La cara norte del podio está vaciada por una exedra de  11 ms de diámetro, que pudo servir de auditorio para los miembros del Collegium poetarum.  Cada lado largo del podio está también vaciado por una serie de seis nichos rectangulares de 3,5 m de ancho. Podrían haber sido diseñados para albergar una decoración floral o vegetal que recuerda a los espacios rectangulares del Foro de la Paz, pero es más probable que se reservaran para exponer copias de los Fastos
En el podio hay dos estructuras circulares, la primera al norte, de unos doce metros de diámetro, y la segunda al sur, de cinco metros. La estructura más grande es el templo circular de Hércules, cuya escalera de cinco peldaños que conduce al pronaos rectangular está orientada al suroeste. La cella habría albergado una estatua de Hércules tocando la lira. La Forma Urbis no muestra ninguna columna, ni en la rotunda ni en el pronaos. Por lo tanto, parece un templo redondo con un sólido muro exterior. Sin embargo, como no hay puerta, la presencia de columnas quizá esté implícita.
La estructura más pequeña situada en el eje del templo corresponde a un gran altar  dedicado a Hércules Musarum o a las Camenas, el altar correspondería entonces al altar arcaico de Numa Pompilio que se habría conservado. Justo al norte del podio del templo se encuentran nueve bases rectangulares destinadas a sostener las estatuas de las nueve musas.

#### El pórtico de Filipo
El monumento reconstruido por Filipo se describe como suntuoso y es famoso sobre todo por el pórtico que lo rodea y que sirve de galería de exposiciones para obras de arte. Este pórtico se levanta sobre una plataforma de 3 m más alta que el nivel del suelo circundante, con el fin de proteger el monumento de las frecuentes inundaciones de esta zona. El muro sur del pórtico se construyó como continuación del del pórtico de Octavio. En un fragmento de la Forma Urbis  se representa parcialmente el edificio tal y como quedó tras la restauración llevada a cabo bajo Domiciano tras los daños sufridos en el incendio del año 80 bajo Tito. Esta representación ha dado lugar a varias interpretaciones. La primera hipótesis es que se trata de un pórtico doble. El patio interior parece estar rodeado por una serie de arcadas sostenidas por pilares representados como columnas por puntos en el plano de mármol. Según una segunda hipótesis, los puntos representados en el plano no son columnas o pilares, sino árboles. En este caso, el pórtico consiste únicamente en una columnata.
Parece que el templo de Hércules estaba completamente encerrado en el pórtico, cuyos lados exteriores estaban cerrados por un muro continuo. Según otra reconstrucción, solo los lados cortos al norte y al sur constaban de una columnata abierta al exterior. La entrada principal del pórtico estaría entonces en el centro del lado suroeste del pórtico, con vistas a la explanada del Circo Flaminio. El lado sureste parece tener una pequeña abertura que comunica con la esquina sur del pórtico de Octavia.  Al noreste del pórtico, el muro macizo exterior se sustituye por una columnata de mayores dimensiones que el resto de las columnas del pórtico. El fragmento de la Forma Urbis muestra un pequeño patio cuadrado contiguo rodeado en tres de sus lados por una columnata con una escalera lateral. Otras salas más pequeñas podrían haber albergado letrinas utilizadas por los espectadores del teatro de Balbo.
El monumento alberga algunas pinturas famosas:

En Roma, Zeuxis pintó una Helena en los pórticos de Filipo [...].
Plinio el Viejo, Historia natural, XXXV, 36, 6

[...] y en el pórtico de Filipo hay un Baco de él [Calates], un niño Alejandro, Hipólito asustado al ver el toro que le lanzan [...].
Plinio el Viejo, Historia natural, XXXV, 37, 2

Teodoro es el autor de un hombre realizando unciones; el asesinato de Clitemnestra y Egisto por Orestes; la guerra de Troya en una serie de cuadros, que se encuentran en Roma en el pórtico de Filipo [...].
Plinio el Viejo, Historia natural, XXXV, 40, 19

Según Ovidio, los peluqueros se han instalado bajo el pórtico:: 

La mujer se muestra a nuestros ojos adornada con la espesa cabellera que acaba de comprar y, por poco dinero, el cabello ajeno se convierte en propio. Ni siquiera se avergüenza de comprarlo públicamente, delante de Hércules y de las Nueve Hermanas
Ovidio, Arte de amar, III] 168

 La referencia a Hércules y las Nueve Hermanas es al templo de Hercules Musarum dedicado al héroe griego y a las nueve musas, hijas de Zeus y Mnemosine. En lugar de ver a los peluqueros instalados directamente bajo el pórtico, parece más probable que sus tiendas ocuparan las pequeñas salas anexas al noreste que dan a una pequeña plaza triangular ocupada por un mercado{.{Sfn|Richardson|1977|p=361.1}}
| Planimetría del Campo de Marte meridional |
| --- |
| Tíber Navalia Circo Flaminio Teatro de Marcelo T. de Diana T. de la Piedad T. de Jano T. de Juno T. de Speos Templo de Belona Templo de Apolo Sosiano Pórtico de Octavia Templo de Juno Regina Pórtico de Octavia Pórtico de Filipo T. de Hércules Pórtico de Octavio Teatro de Balbo Cripta Balbi Pórtico de Minucius T. de las Ninfas Diribitorium T. de Juturna T. de la Fortuna T. de Feronia T. de los Lares Permarini Curia de Pompeyo Pórtico de Pompeyo Teatro de Pompeyo Templo de Venus Victrix Templo de Marte Santuario de Hércules Magnus Custos Templo de Cástor y Pólux Puente Fabricio Isla Tiberina Porticus Maximae T. de Neptuno Divorum Villa Pública Hecatostylum T. de la Fortuna ecuestre Anfiteatro de Estatilio Tauro (?) |